# Zweite Schlacht von Villmergen
Fischbach – Sins – Villmergen II
Die Zweite Schlacht von Villmergen war die Entscheidungsschlacht des Zweiten Villmergerkriegs (auch als Toggenburgerkrieg bezeichnet) zwischen den reformierten und katholischen Orten der Schweizer Eidgenossenschaft. Sie fand am 25. Juli 1712 um das Dorf Villmergen in den Freien Ämtern (heute Kanton Aargau) statt, wie die Erste Schlacht von Villmergen 56 Jahre zuvor. Die Schlacht endete mit dem Sieg der Reformierten, welche somit die seit 1531 bestehende politische Hegemonie der katholischen Orte durchbrachen und in der Eidgenossenschaft endgültig die konfessionelle Parität durchsetzten.

## Vorgeschichte
Auslöser des Kriegs war ein seit Jahrzehnten andauernder Konflikt zwischen dem Fürstabt von St. Gallen und seinen reformierten Untertanen im Toggenburg, der schliesslich im April 1712 eskalierte. Die reformierten Orte Bern und Zürich erklärten dem Fürstabt den Krieg, ihnen stellten sich die katholischen Orte der Innerschweiz entgegen. Die Reformierten strebten danach, die seit dem Zweiten Kappeler Landfrieden von 1531 bestehende und im Ersten Villmergerkrieg von 1656 bestätigte politische Hegemonie der Katholiken zu durchbrechen, bevor der Spanische Erbfolgekrieg zu Ende ging und die europäischen Grossmächte ihre Aufmerksamkeit auf die Eidgenossenschaft richten würden.
Nach der Besetzung des Thurgaus, der Eroberung der fürstäbtischen Stadt Wil und der Einnahme des Klosters St. Gallen durch die reformierten Kriegsparteien verlagerte sich das Geschehen in den Aargau. Die Innerschweizer besetzten die Städte Baden, Mellingen und Bremgarten, um einen Keil zwischen Bern und Zürich zu treiben. Ende Mai gelang es den Bernern, Mellingen und Bremgarten zu erobern. Gemeinsam mit den Zürchern nahmen sie nach kurzer Belagerung auch Baden ein. Am 3. Juni begannen Verhandlungen und am 18. Juli wurde in Aarau ein Friedensvertrag unterschrieben.
Unter Beeinflussung des päpstlichen Nuntius Caraccioli lehnten die Landsgemeinden von Schwyz, Zug und Unterwalden den Friedensvertrag jedoch ab. Auch in Luzern und Uri zwang das Volk die Regierung, erneut die Waffen gegen die reformierten Orte zu erheben. Am 20. Juli eroberten Innerschweizer Truppen im Gefecht von Sins die Reussbrücke Sins–Hünenberg zurück. Die Berner Hauptstreitmacht, die wegen des zwischenzeitlich gewährten Ernteurlaubs merklich kleiner geworden war, brach ihr Lager in Muri ab und zog am 21. Juli nach Wohlen. Die Verbündeten aus Zürich konnten nicht zu ihnen stossen, da sie in Hütten und Schönenberg ihre Stellungen gegen die Schwyzer und Zuger halten mussten. Tagelange heftige Regenfälle verhinderten zunächst eine Entscheidungsschlacht.

## Verlauf

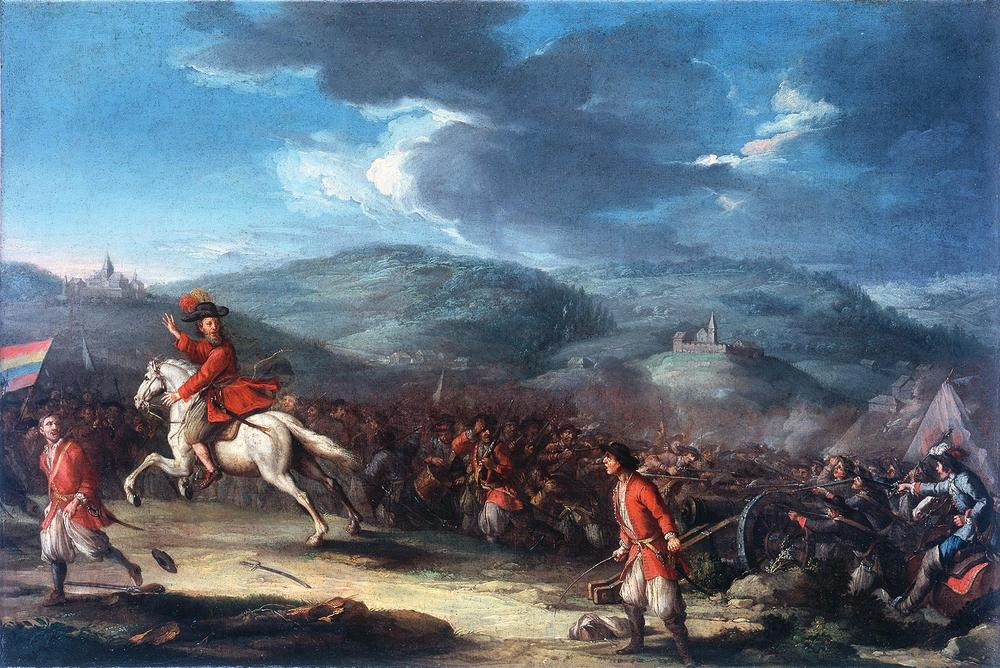
Flucht der Innerschweizer bei Villmergen, Gemälde von Johann Franz Strickler

Als die Regenfälle am 25. Juli aufhörten, planten die Innerschweizer von Boswil und Sarmenstorf her einen Zangenangriff. Allerdings brachen die Berner angesichts drohender Überschwemmungen der Bünz ihr Lager in Wohlen um 5 Uhr morgens ab und zogen weiter, bevor die Gegner sie erreicht hatten. Die Berner hatten vor, über Villmergen zu einer strategisch geeigneteren Stellung auf dem Maiengrün oberhalb von Hägglingen zu gelangen. Kurz nachdem die letzten Berner Truppen um 10 Uhr Villmergen durchquert hatten, trafen die ersten Innerschweizer im Dorf ein. Mangelnde Disziplin war dafür verantwortlich gewesen, dass sie nicht rascher vorangekommen waren. Der Berner Oberbefehlshaber Niklaus von Diesbach stoppte den Weitermarsch und brachte die Truppen auf dem Langelenfeld zwischen Villmergen und Dintikon in Position.
Begleitet von gegenseitigem Artilleriebeschuss zogen sich die Berner langsam zurück und hofften, die Innerschweizer auf offenes Feld herauszulocken. Diese versuchten aber erneut, die Berner in einer Zangenbewegung zu umzingeln. Doch der rechte Flügel beim Weiler Hembrunn war zu schnell vorgerückt und hatte nicht auf den linken Flügel gewartet, der über den Rand des Rietenbergs vorrückte. Dies gab den Bernern um 13 Uhr die Gelegenheit, gezielt gegen den rechten Flügel der Gegner vorzugehen. Es gelang ihnen, die Innerschweizer zur Bünz hin abzudrängen, wo hunderte von Soldaten im Sumpf ertranken oder von Dragonern aufgerieben wurden.
Das Kampfgeschehen im Zentrum der Front zersplitterte sich währenddessen in Einzelaktionen. Der rechte Flügel der Berner wiederum musste fortwährend zurückweichen, da die Innerschweizer von der Höhe oberhalb Dintikons herab feuern konnten. General von Diesbach wurde verwundet, woraufhin Samuel Frisching das Oberkommando übernahm. Die Innerschweizer standen um 17 Uhr kurz vor dem Sieg, als aus Richtung Seengen im Südwesten und Ammerswil im Westen gerade noch rechtzeitig Verstärkungen der Berner eintrafen und dem Feind in den Rücken fielen. Zudem waren aus Lenzburg neue Geschütze herangeschafft worden, die endgültig die Wende brachten. Das Heer der Innerschweizer löste sich um 18 Uhr auf und floh, von Dragonern verfolgt, zurück nach Villmergen.

## Folgen

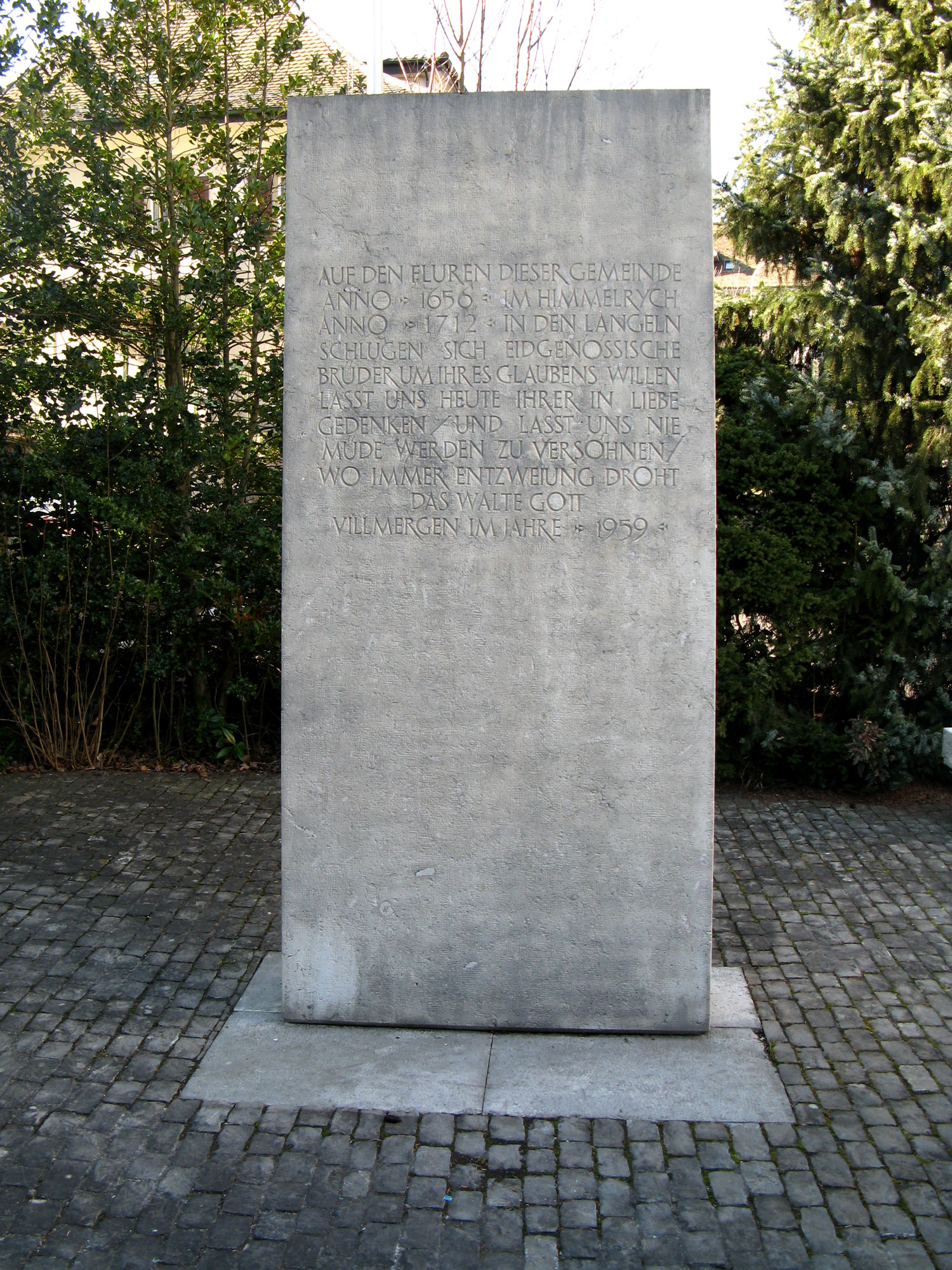
Schlachtdenkmal in Villmergen

Nach gewonnener Schlacht drangen Berner und Zürcher in die Luzerner Landschaft, das Gebiet von Zug, über den Brünigpass nach Unterwalden und über Rapperswil in die Linthebene vor, worauf der Widerstand der Innerschweizer endgültig zusammenbrach. Im Frieden von Aarau vom 11. August 1712, auch Vierter Landfriede genannt, setzten Bern und Zürich die konfessionelle Gleichberechtigung in den Gemeinen Herrschaften durch und beendeten die Vormachtstellung der katholischen Orte. Die Reformierten übernahmen die alleinige Herrschaft über die Grafschaft Baden, den nördlichen Teil der Freien Ämter und Rapperswil. Ausserdem wurde Bern in die Mitherrschaft aller Gemeinen Herrschaften aufgenommen, an denen es bis damals noch keinen Anteil hatte.
Der St. Galler Fürstabt Leodegar Bürgisser beteiligte sich nicht an den Friedensverhandlungen und der Status des Toggenburgs blieb zunächst ungeklärt. Erst nach seinem Tod im Jahr 1717 im Exil fügte sich sein Nachfolger Joseph von Rudolphi am 16. Juni 1718 im Frieden von Baden den Bedingungen der Sieger. Die Toggenburger erhielten konfessionelle Autonomie und unterstellten sich freiwillig der Herrschaft der Fürstabtei.